# Noël-Noël
Pour les articles homonymes, voir Noël (homonymie).
Noël-Noël, nom de scène de Lucien Édouard Noël, né le 9 août 1897 à Paris et mort le 4 octobre 1989 à Nice, est un acteur, caricaturiste, chansonnier et scénariste français.

## Biographie

### Jeunesse
Né au 55, rue du Temple, dans le 4e arrondissement de Paris, Lucien Édouard Noël est le fils de Charles Célestin Noël (1857-1934), marchand de vins — puis employé à la Banque de France —, et de Marie Eugénie Mathieu (née en 1860), il fait ses études au lycée Turgot. Il apprend le piano. Il est employé stagiaire à la Banque de France du 23 novembre 1914 au 27 août 1917, avant d'être appelé sous les drapeaux. Il sert comme soldat au 2e groupe d'aviation et est démobilisé en septembre 1919. De retour à la vie civile, il est dessinateur industriel, puis devient dessinateur humoristique pour Le Canard enchaîné et pour L'Humanité, tout en essayant de se produire comme chansonnier dès 1920.
Il épouse en premières noces le 27 mars 1920 Berthe Marie Geneviève Cornet (1899-1984), employée de banque, puis en secondes noces Isabelle Jeanne Julie Rosa Lavallée (1900-1990) le 3 décembre 1930.

### Carrière
Il débute aux Noctambules en s'accompagnant lui-même au piano ; il passe ensuite à La Pie qui chante. À partir de 1927, il participe aux revues du théâtre de Dix Heures : Ah ! La bonne heure (1927), C'est l'heure exquise (1928).
Noël-Noël ne cesse à cette époque d'écrire et de composer : Le Chapeau neuf, L'Enterrement, Souvenir d'enfance, La Soupe à Toto, Les Étrennes. Il enregistre ces chansons qui illustrent les petits faits de la vie quotidienne, en 1931 pour la firme Odeon.
Avec La Prison en folie (Henry Wulschleger, 1930), il commence une carrière d'acteur au cinéma. On le retrouve, entre autres, dans Mistigri (Harry Lachman, 1931), Monsieur Albert (Karl Anton, 1932), L'Innocent (Maurice Cammage, 1937), dont il est coscénariste, Sur le plancher des vaches (Pierre-Jean Ducis, 1940) dont il est scénariste.
Paul Colline, chansonnier et scénariste, lui confie le rôle d'Adémaï Joseph, plus connu sous son simple prénom Adémaï, un petit paysan naïf et rusé, victime d'innombrables mésaventures qu'il incarne dans trois films : Adémaï aviateur (1934), Adémaï au Moyen Âge (1935) et Adémaï bandit d'honneur (1943).
Le dernier film de la série avec Noël-Noël dans le rôle principal, sera tournée dans la région de Saint-Paul-de-Vence, en pleine zone d'occupation italienne avec Gilles Grangier à la réalisation. Un quatrième volet de la série Adémaï au poteau-frontière (1949) sera tourné sans l'acteur parisien, le personnage étant incarné par Paul Colline lui-même.
Il devient une vedette et se produit plus rarement sur scène. Toutefois avec l'appui de son imprésario Émile Audiffred, il passe à l'ABC, chaque fin d'année à partir de 1934. D'octobre 1938 à la guerre, il anime une émission sur Radio-Cité aux côtés de Saint-Granier. Il continue de se produire sur scène pendant l'occupation, à l'ABC (octobre 1940), à L'Européen (décembre 1940), au théâtre de Dix heures (mai 1941), à L'Étoile (mai 1943). Il est ensuite interdit par les nazis après avoir chanté Vaches de boches.
En 1945, il tient le rôle de Clément Matthieu dans La Cage aux rossignols, en plus de participer au scénario et aux dialogues. Le réalisateur Christophe Barratier s'en inspirera pour réaliser en 2004 une reprise intitulée Les Choristes.
Son plus grand rôle est sans doute celui qu'il tint dans Le Père tranquille (1946), où il joue le rôle d'un Français moyen, apparemment homme égoïste surtout préoccupé par ses orchidées, en fait chef d'un réseau de la Résistance. Ce film permet à Noël-Noël d'abandonner pour quelque temps les rôles comiques, mais il y revient très vite, notamment avec Les Casse-pieds, en 1948, qui lui vaut le prix Louis-Delluc.
En 1950, il réalise La Vie chantée, film dans lequel il interprète ses succès : Les Polonais, Le Maladroit, Les Départs, Mariage mondain, Le Rasoir du coiffeur…
Parmi les grands succès d'audience, il faut noter À pied, à cheval et en voiture (1957), film qui sera suivi un an plus tard par À pied, à cheval et en Spoutnik, dont Noël-Noël sera le scénariste (il avait déjà participé à la réalisation du Père tranquille).
Il joue encore dans Messieurs les ronds-de-cuir (1959), puis dans Les Vieux de la vieille, film dans lequel il partage l'affiche avec Jean Gabin et Pierre Fresnay, et où il campe un personnage plein de malice et de tendresse. Il abandonne ensuite peu à peu l'écran. En 1960, il apparaît dans le court-métrage Le Rondon d'André Berthomieu.
En 1971, il tente sa chance comme scénariste et coréalisateur avec Jean Dreville avec Le Voyageur des siècles, mini-série diffusée sur la première chaîne de l'ORTF et dont l'intrigue est inspirée d'une machine à remonter le temps. Il fera ensuite une adaptation de cette série en un roman destiné à la jeunesse dans la collection Bibliothèque verte.

### Retraite et dernières années
Par la suite, Noël-Noël s'éloigne du cinéma, vivant une vieillesse tranquille à Nice, où il meurt le 4 octobre 1989.
Sa sépulture se trouve dans le cimetière de la commune d'Ambernac en Charente. Il avait acheté le château de Praisnaud dans cette commune d'où son épouse est originaire.

## Hommage et postérité
Noël-Noël contribue à la création du Festival de Confolens, festival d'arts et de traditions populaires du monde entier. En hommage, la Ville de Confolens donne, de son vivant, son nom à l'un de ses collèges.
La mairie de la petite commune d'Ambernac en Charente est située dans une rue portant son nom.

## Filmographie
- 1930 : La Prison en folie, d'Henry Wulschleger : Yves Larsac
- 1931 : Quand te tues-tu ? de Roger Capellani : Léon Mirot
- 1931 : Octave court métrage de Louis Mercanton : Octave
- 1931 : La Brigade du bruit court métrage de Louis Mercanton
- 1931 : Mistigri d'Harry Lachman : Zamore
- 1931 : La Disparue court métrage de Louis Mercanton (également scénariste)
- 1931 : Ménages ultra-modernes court métrage de Serge de Poligny
- 1932 : Adémaï et la Nation armée de Jean de Marguenat : Joseph Ademaï
- 1932 : Une brune piquante court métrage de Serge de Poligny
- 1932 : Pour vivre heureux de Claudio de la Torre : Jean Maudair
- 1932 : Les jeux sont faits court métrage de Jean de Marguenat
- 1932 : Papa sans le savoir de Robert Wyler : Léon Jacquet
- 1932 : Monsieur Albert de Karl Anton : Monsieur Albert
- 1932 : Mon cœur balance de René Guissart : le comte Noël
- 1932 : Sens interdit court métrage de Jean de Marguenat
- 1932 : Adémaï Joseph à l'ONM court métrage de Jean de Marguenat : Joseph Adémaï
- 1932 : Une étoile disparaît de René Villers
- 1933 : Vive la compagnie de Claude Moulins et Éric Schmidtt : Jean-Jacques Bonneval
- 1933 : Une fois dans la vie' de Max de Vaucorbeil : Léon Saval
- 1933 : Mannequins de René Hervil : Alfred
- 1933 : Suivez le guide court métrage de Jean de Marguenat
- 1933 : Mon chapeau court métrage de Jaquelux : Grégoire, le vendeur de statuettes
- 1933 : Fantômas hôtel court métrage de Jean de Marguenat
- 1933 : Le Dernier Preux court métrage de Pierre-Jean Ducis : Léon, le figurant
- 1934 : Adémaï aviateur de Jean Tarride : Joseph Adémaï (également scénariste)
- 1934 : Mam'zelle Spahi de Max de Vaucorbeil : Bréchu
- 1935 : Adémaï au Moyen Âge de Jean de Marguenat : Joseph Adémaï
- 1935 : Le Centenaire court métrage de Pierre-Jean Ducis : le centenaire (également coscénariste)
- 1936 : Pierrot mon ami court métrage de Jaquelux : Pierre
- 1936 : Moutonnet de René Sti : Moutonnet et Mérac (également coscénariste et parolier)
- 1936 : Tout va très bien madame la marquise d'Henry Wulschleger : Yonnic Le Ploumanech
- 1938 : L'Innocent de Maurice Cammage : Nicolas (également coscénariste et dialoguiste)
- 1939 : La Famille Duraton de Christian Stengel : Adrien Martin (également coscénariste et dialoguiste)
- 1940 : Sur le plancher des vaches de Pierre-Jean Ducis : Jean Durand (également scénariste et dialoguiste)
- 1942 : La Femme que j'ai le plus aimée de Robert Vernay : le médecin
- 1943 : Adémaï bandit d'honneur de Gilles Grangier : Joseph Adémaï
- 1945 : La Cage aux rossignols de Jean Dréville : Clément Mathieu (également coscénariste et dialoguiste)
- 1946 : Le Père tranquille de René Clément : Édouard Martin (également scénariste et dialoguiste)
- 1948 : Les Casse-pieds ou La Parade du temps perdu de Jean Dréville : dans son propre rôle (également scénariste et dialoguiste)
- 1949 : Retour à la vie : René, dans le sketch Le Retour de René, de Georges Lampin et André Cayatte. Pour le sketch de Jean Dréville, Le Retour de Louis, Noël-Noël est également scénariste et dialoguiste, sans y interpréter de rôle.
- 1951 : La Vie chantée de Noël-Noël (également scénariste, dialoguiste et auteur de la musique) : l'auteur
- 1952 : Les Sept péchés capitaux : le directeur, Saint-Pierre, dans le sketch : La Paresse, de Jean Dréville
- 1952 : La Fugue de monsieur Perle de Roger Richebé : Bernard Perle
- 1955 : Le Fil à la patte de Guy Lefranc : le comte Fernand du Bois d'Enghien (également adaptateur et dialoguiste)
- 1955 : Les Carnets du Major Thompson de Preston Sturges : M. Taupin
- 1956 : Les Truands de Carlo Rim : Cahuzac
- 1956 : La Terreur des dames ou Ce cochon de Morin de Jean Boyer : Aimé Morin
- 1957 : Bonjour Toubib', de Louis Cuny : le docteur Forget (également adaptateur)
- 1957 : À pied, à cheval et en voiture de Maurice Delbez : Léon Martin
- 1958 : Le Septième ciel de Raymond Bernard : Guillaume Lestrange
- 1958 : À pied, à cheval et en Spoutnik de Jean Dréville : Léon Martin (également codialoguiste)
- 1959 : Messieurs les ronds-de-cuir d'Henri Diamant-Berger : M. de la Hourmerie
- 1960 : Les Vieux de la vieille de Gilles Grangier : Blaise Poulossière
- 1962 : Les Petits Matins de Jacqueline Audry : le baron
- 1962 : La Sage-femme, le curé et le bon Dieu (Jessica) de Jean Negulesco et Oreste Palella : le vieux Crupi
- 1966 : La Sentinelle endormie de Jean Dréville : le docteur Mathieu (également scénariste et dialoguiste)